# Djimi Traoré
Djimi Traoré (Saint-Ouen-sur-Seine, 1 maart 1980) is een Malinees voormalig voetballer met de Franse nationaliteit. Hij was een verdediger. Traoré won de UEFA Champions League met Liverpool in 2005, het befaamde Mirakel van Istanboel tegen AC Milan. Hij speelde zes interlands in het Malinees voetbalelftal.

## Biografie
Traoré, van nature een linkervleugelverdediger die weleens als centrale verdediger werd ingezet, werd geboren in de Franse gemeente Saint-Ouen-sur-Seine in het departement Seine-Saint-Denis, maar zijn ouders zijn afkomstig uit Mali.
Traoré speelde 7 seizoenen voor Liverpool, van 1999 tot 2006. Met Liverpool won Traoré naast de UEFA Champions League 2004/05 – Liverpool haalde in de tweede helft van de finale een 3–0 achterstand op tegen het Italiaanse AC Milan – ook de FA Cup 2005/06 door de finale te winnen van West Ham United. Deze finale wordt vaak aangeduid als de "Steven Gerrard game" omdat Liverpool-kapitein Gerrard een wereldpartij speelde. In het seizoen 2001/02 werd hij verhuurd aan RC Lens. Na zijn vertrek bij Liverpool in 2006 was Traoré nog drie jaar actief in de Premier League met Charlton Athletic en Portsmouth. Van 2009 tot 2011 was hij actief voor AS Monaco.
In het seizoen 2011/12 behaalde Traoré zijn laatste succes met Olympique Marseille. Traoré en Marseille wonnen de Coupe de la Ligue in 2012.
Traoré beëindigde zijn carrière bij het Amerikaanse Seattle Sounders in 2014.

## Erelijst
| Competitie            |           |            |           |           |
| Competitie            | Aantal    | Jaren      |           |           |
| Liverpool             | Liverpool | Liverpool  | Liverpool | Liverpool |
| --------------------- | --------- | ---------- | --------- | --------- |
| Internationaal        |           |            |           |           |
| UEFA Champions League | 1x        | 2004/05    |           |           |
| UEFA Cup              | 1x        | 2000/01    |           |           |
| UEFA Super Cup        | 2x        | 2001, 2005 |           |           |
| FA Cup                | 1x        | 2005/06    |           |           |
| FA Charity Shield     | 1x        | 2001       |           |           |
| Olympique Marseille   |           |            |           |           |
| Coupe de la Ligue     | 1x        | 2012       |           |           |